# Centralwings
Centralwings была чартерной авиакомпанией, базирующейся в Варшавском аэропорту имени Фредерика Шопена.

## Флот
Флот Centralwings состоял из трёх Boeing 737-300, восьми Boeing 737-400 и одного McDonnell Douglas MD-80.
По состоянию на 11 сентября 2008 года средний возраст флота Centralwings составлял 13 лет.

## История
Авиакомпания была основана в декабре 2004 года и начала свою деятельность в феврале 2005 года. Centralwings, как и следует из названия, конкурировала на рынке Центральной Европы.
В течение большей части этого времени около 60% её пропускной способности было выделено маршрутам, обслуживающим направления в Ирландию и Великобританию, где компания столкнулась с жесткой конкуренцией на рынке (с такими гигантами, как Ryanair и Wizz air). Тем не менее, она также выполняла рейсы в ряд направлений на средиземноморские пляжи и острова.
26 марта 2009 года Centralwings прекратила свою деятельность. Решение приняла материнская компания LOT Polish Airlines, так как авиакомпания была убыточной. Centralwings продолжала работать до конца 2009 года, после чего полностью прекратила своё существование.